# Stazione di Villalba (Italia)
La stazione di Villalba è una stazione ferroviaria posta sulla linea Caltanissetta-Palermo. Serve il centro abitato di Villalba.